# Sebastiano Scotti
Pour les articles homonymes, voir Scotti.
Sebastiano Scotti (né le 10 octobre 1976 à Soresina,) est un coureur cycliste italien, actif dans les années 1990 et 2000

## Biographie
En 2002, Sebastiano Scotti évolue au niveau professionnel au sein de l'équipe Index-Alexia Alluminio. Bon sprinteur, il se classe deuxième d'une étape du Tour de Rhodes, derrière Nicola Minali. Il termine également huitième du Grand Prix Nobili Rubinetterie. 

## Palmarès
- 1997
  - Circuito Gravese
  - 3e du Trophée de la ville de Brescia
- 1998
  - 2e du Trofeo Grazioli Arredamenti
  - 3e du Circuito Alzanese
- 1999
  - Targa Libero Ferrario
  - Coppa Comune di Piubega
  - Gran Premio Calvatone
  - Trofeo Parmeggiani Progetti
- 2000
  - Trofeo Gandolfi
  - Coppa San Biagio
  - Gran Premio Agostano
  - 2e du Circuito Salese
  - 2e de la Coppa Caduti Nervianesi
  - 3e du Circuito Alzanese
- 2001
  - Gran Premio Agostano
  - 100 Km. di Nuvolato
  - 2e du Trofeo Caduti a Soprazocco
  - 2e du Trofeo Franco Balestra
  - 2e de Milan-Busseto
  - 3e du Trophée Antonietto Rancilio